# Улица 9 Января (Ижевск)
Улица 9 Января́ (улица Девя́того Января́, удм. 9 Толшор урам) — улица в Ижевске, расположенная в Индустриальном и Устиновском районах. Начинается между Уржумской улицей и улицей Челюскина в жилом районе Культбаза. Направлена с юга на север от пересечения с Авангардной улицей до перекрёстка с Воткинским шоссе. От перекрёстка с улицей 10 лет Октября до Воткинского шоссе по улице проходит граница между Индустриальным и Устиновским районами города. Протяжённость улицы примерно 4 километра.
Пересекает улицу Грибоедова, переулок Грибоедова и улицу 10 лет Октября.
Справа примыкают улицы Уржумская, Совхозная, Халтурина, Энгельса, Михайлова, Смирнова, Цветочная и Ворошилова.
Слева примыкают улицы Авангардная, Шишкина, Декабристов, и Дзержинского.
Нумерация домов ведется от пересечения с Авангардной улицей.

## История
Названа решением исполкома горсовета Ижевска 28 марта 1938 года, в память о кровавом воскресенье 1905 года в Санкт-Петербурге.
В 1960-е годы улица стала продлеваться к северу города и образовала два новых жилых района Ижевска — Буммаш и Автопроизводство, застроенными типовыми жилыми пятиэтажными домами.

## Здания и сооружения

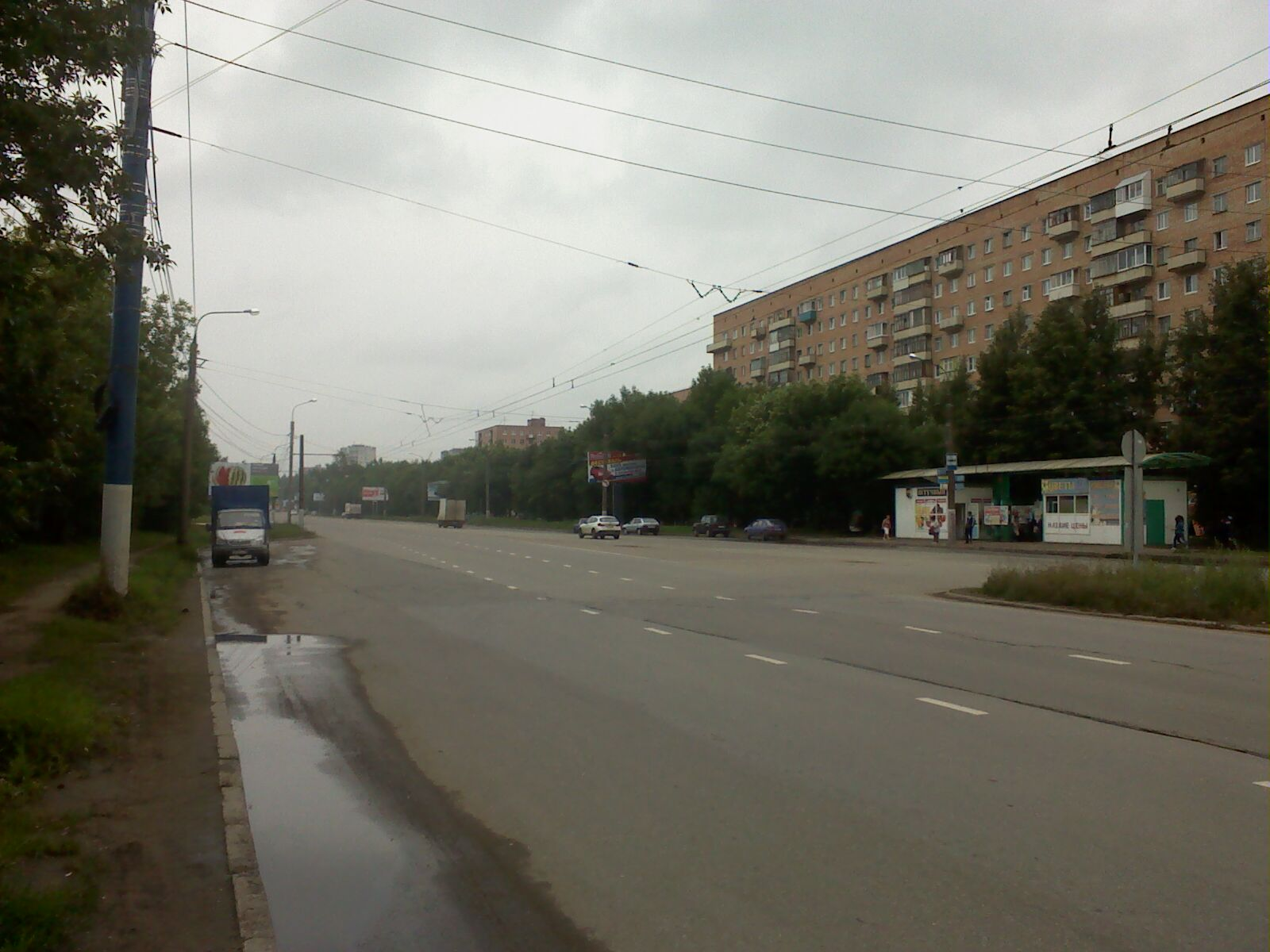
Девятиэтажные дома у проезжей части на нечётной стороне улицы

На участке от улицы 10 лет Октября до улицы Дзержинского улицей 9 Января адресованы дома только на нечётной стороне улицы. Это пятиэтажные жилые дома. На чётной стороне улицы (на этом же участке) дома относятся к улице Ворошилова.
В районе кругового перекрестка с улицей Ворошилова ранее располагался кинотеатр «Октябрь». Сейчас на его месте находится торговый центр.
Также на чётной стороне улицы, ближе к Воткинскому шоссе расположена тупиковая грузовая железнодорожная станция Осень, сооружённая исключительно для разгрузки и погрузки товарных поездов, в основном с вагонами с сыпучими грузами.

## Транспорт
От Авангардной улицы до пересечения с улицей 10 лет Октября улица проходит в частном секторе и покрыта грунтом. А уже до Воткинского шоссе улица асфальтирована, с четырёхполосной разметкой.
На этой же части улицы проходит часть маршрутов общественного транспорта Ижевска:
- автобусные маршруты — 12, 12к, 18, 22, 26, 27, 29, 31, 36, 39, 49, 50;
- троллейбусные маршруты — 4, 4д, 7, 14.

Также в августе 2010 года от улицы 10 лет Октября до улицы Ворошилова проложена новая контактная троллейбусная сеть для 5-го маршрута. Но позже, в марте 2011 года, маршрут был закрыт из-за нерентабельности.
Помимо городских, по улице 9 Января проходят пригородные автобусы: № 315, 320, 321, 326 и 331.